# Problema do anel de guardanapo

Se um buraco de altura h é perfurado diretamente através do centro de uma esfera, o volume do anel remanescente não depende do tamanho da esfera. Para uma esfera mais ampla, o anel será mais fino, mas mais longa.

Em geometria, o volume de um anel de altura especifica em torno de uma esfera—a parte que resta após um buraco na forma de um cilindro circular ser perfurado através da esfera—não depende do raio de esfera.
O "problema do anel de guardanapo" é assim chamado porque, após a remoção de um cilindro a partir da esfera, o anel remanescente aproxima-se da forma de um anel de guardanapo (porta-guardanapo).